# Aleksandr Filimonov
Aleksandr Vladimirovitsj Filimonov (Russisch: Александр Владимирович Филимонов) (Josjkar-Ola, 15 oktober 1973) is een Russisch voormalig voetballer die dienstdeed als doelman. Hij speelde 16 interlands in het Russisch voetbalelftal. In 2011 werd Filimonov wereldkampioen strandvoetbal met Rusland.

## Clubcarrière
Filimonov won zes maal op rij de Premjer-Liga met Spartak Moskou, waarvan hij eerste doelman was. Bij alle gewonnen kampioenschappen van Spartak Moskou was hij eerste keus tussen de palen. In 1998 won Filimonov de Russische voetbalbeker met Spartak Moskou. Hij speelde 147 competitiewedstrijden voor Spartak Moskou tussen 1996 en 2001. Toen hij uitkwam voor Druzjba Josjkar-Ola, een club uit zijn geboortestad Josjkar-Ola, maakte hij ook een doelpunt. Het was bij deze club dat Filimonov in 1991 op jonge leeftijd doorbrak als doelman. Filimonov was buiten Rusland actief in Oekraïne bij de topclub FC Dynamo Kiev (2001) – als reservedoelman –, in Cyprus bij Nea Salamis (2007–2008) en in Oezbekistan bij Lokomotiv Tasjkent (2009–2010). Filimonov zette in 2018 een punt achter zijn voetbalcarrière.

## Interlandcarrière
Filiminov behoorde tot de 23-koppige Russische selectie van Oleg Romantsev op het wereldkampioenschap voetbal 2002. Hij mocht mee als reservedoelman achter Roeslan Nigmatoellin samen met oudgediende Stanislav Tsjertsjesov. Rusland was uitgeschakeld na de groepsfase wegens een beslissende 3–2 nederlaag tegen België.

## Erelijst
| Premjer-Liga           | 6x | 1996, 1997, 1998, 1999, 2000, 2001 |
| Russische voetbalbeker | 1x | 1998                               |

1 Nigmatoellin ·
2 Kovtoen ·
3 Nikiforov ·
4 Smertin ·
5 Solomatin ·
6 Semsjov ·
7 Onopko  ·
8 Karpin ·
9 Titov ·
10 Mostovoj ·
11 Bjestsjastnik ·
12 Tsjertsjesov ·
13 Dajev ·
14 Tsjoegajnov ·
15 Alenitsjev ·
16 Kerzjakov ·
17 Semak ·
18 Sennikov ·
19 Pimenov ·
20 Izmailov ·
21 Chochlov ·
22 Sytsjov ·
23 Filimonov ·
Coach: Romantsev